# Ženevske konvencije
Ženevske konvencije sastoje se od četiri sporazuma, koji su potpisani u Ženevi, (Švicarska), koji su postali osnova za međunarodni zakon za humanitarna pitanja. Konvencija se uglavnom odnosi na postupak prema neborbenom osoblju i ratnim zarobljenicima.

## Povijest
Do nastanka Konvencije došlo je zahvaljujući naporima Henrija Dunanta, švicarskog poslovnog čovjeka, koji je svjedočivši strahotama rata u bitci kod Solferina 1859.g., došao na ideju stvaranja neutralne organizacije koja bi brinula o ranjenim vojnicima.
Svoja sjećanja i razmišljanja opisao je u knjizi "Sjećanje na Solferino" (izvorni naziv: "Un Souvenir de Solferino"). Dunant je svoju knjigu tiskao o vlastitom trošku 1862.g. i poslao primjerke na adrese vodećih politički i vojnih ljudi različitih europskih zemalja. 
Nakon što je razmotrilo Dunantove ideje, ženevsko "Društvo javne koristi" čiji je Dunant bio član, imenuje petoricu članova u odbor koji bi trebali ispitati provedivost ideja. 
Tako nastaje „Međunarodni odbor za pomoć ranjenicima“, poznat kao i „Odbor petorice“ koji širi ove ideje svijetom. 
Članovi tog odbora osim samog Dunanta bili su Gustave Moynier, Henri Dufour, Louis Appia i Théodore Maunoir. Prvi sastanak ovog odbora 17. veljače 1863.g. i taj datum se smatra osnutkom Međunarodnog odbora Crvenog križa.
U listopadu 1863.g. Odbor organizira kongres predstavnike četrnaest država kako bi raspravili poboljšanje skrbi o ranjenim vojnicima.
Godinu dana, kasnije 1864.g. švicarska vlada službeno poziva vlade svih europskih država, te SAD-a, Brazila i Meksika poslati svoje predstavnika na službenu diplomatsku konferenciju. Ukupno 26 delegata iz 16 država došlo je na konferenciju i 22. kolovoza dvanaest država potpisuje prvu Ženevsku konvenciju.
Diplomatska konferencija na kojoj je, revizijom postojećih konvencija i dogovora, donesen Završni akt četiri ženevske konvencije, održana je u Ženevi od 21. travnja do 12. kolovoza 1949. i na njoj su sudjelovali predstavnici 63 vlade. Konvencije su usvojene 12. kolovoza 1949.

## Konvencije i dopunski protokoli

### Prva ženevska konvencija
Davnog 22. kolovoza 1864. komisija je usvojila konvenciju. Konvencija za poboljšanje položaja ranjenika i bolesnika u oružanim snagama u ratu - štiti ranjene i bolesne vojnike i osoblje koje ih njeguje, zgrade u kojima su smješteni i opremu koja se koristi za njihove potrebe. Uređuje uporabu znakova: crvenog križa i crvenog polumjeseca.

### Druga ženevska konvencija
Konvencija za poboljšanje položaja ranjenika, bolesnika i brodolomaca oružanih snaga na moru - Proširuje zaštitu na mornare brodolomce i uređuje uvjete pod kojima im se može pružiti pomoć.

### Treća ženevska konvencija
Konvencija o postupanju s ratnim zarobljenicima - štiti pripadnike oružanih snaga koji su zarobljeni, sadrži pravila o postupanju prema njima i ustanovljuje prava i obaveze sile u čijoj su vlasti.

### Četvrta ženevska konvencija
Konvencija o zaštiti građanskih osoba u vrijeme rata - Ustanovljuje pravila o zaštiti civilnog stanovništva, posebice o postupanju prema civilima na okupiranom području, prema onima lišenima slobode, te okupaciji općenito.

### Dopunski protokoli Ženevskim konvencijama
Postoje i tri dopunska protokola konvencijama (Protokol I, Protokol II i Protokol III) prva dva potpisana 12. siječnja 1977.g., a treći 12. kolovoza 2005.g.
Na konferenciji 1864. je donesena jedna konvencija: Konvencija o poboljšanju sudbine vojnika ranjenih u ratu.